# Медаља за заслуге Црвеног крста
Медаља за заслуге Црвеног крста уведена је 17. септембра 1912, у два степена (сребрна и бронзана медаља). 

## Историја
Могли су је добити мушкарци и жене, српски и страни држављани, за активно учествовање у неговању и старању око болесних и рањених у ратно време. Касније се спектар квалификација проширио па се медаља могла добити и за мирнодопске заслуге. Године 1933. престало је додељивање бронзане медаље, али је уведен виши степен златне медаље. 
Трака је била истоветна оној за Орден Црвеног крста. Реверс Медаље је приказивао мотив "Косовке девојке“ која поји водом рањеног Павла Орловића.